# Steven Blum
Steven Jay Blum is een Amerikaanse stemacteur in animes en computerspellen. Hij staat bekend om zijn zeer diepe stem.

## Carrière
Blum heeft stemmen ingesproken voor honderden personages. Enkele hiervan zijn Spike Spiegel uit Cowboy Bebop, Zeb Orrelios in Star Wars Rebels en The Mandalorian, Mugen in Samurai Champloo, Roger Smith van The Big O en Wolverine in verschillende computerspellen en animatieseries.
Hij sprak ook de stem in van Jack Cayman van het computerspel MadWorld, Tank Dempsey in Call of Duty: World at War, Call of Duty: Black Ops en Call of Duty: Black Ops II, Call of Duty: Black Ops III, Call of Duty: Black Ops 4, professor Galvez in Metal Gear Solid: Peace Walker en Killer Croc in de Batman: Arkham-spellen.
Op 5 juni 2012 haalde hij het Guinness-wereldrecord als productiefste stemacteur voor computerspellen, met 261 ingesproken stemmen op 10 mei van dat jaar.